# MotoGP török nagydíj
A MotoGP török nagydíja a MotoGP egy korábbi versenye, melyet 2005 és 2007 között rendeztek meg.

## Győztesek
| Év   | Helyszín      | 125 cc                  | 250 cc                   | MotoGP                 | Összefoglaló |
| ---- | ------------- | ----------------------- | ------------------------ | ---------------------- | ------------ |
| 2007 | Istanbul Park | Simone Corsi (Aprilia)  | Andrea Dovizioso (Honda) | Casey Stoner (Ducati)  | Összefoglaló |
| 2006 | Istanbul Park | Hector Faubel (Aprilia) | Aojama Hirosi (Honda)    | Marco Melandri (Honda) | Összefoglaló |
| 2005 | Istanbul Park | Mike di Meglio (Honda)  | Casey Stoner (Aprilia)   | Marco Melandri (Honda) | Összefoglaló |